# نام هیون-هی
نام هیون-هی (انگلیسی: Nam Hyun-hee؛ زادهٔ ۲۹ سپتامبر ۱۹۸۱) شمشیرباز اهل کره جنوبی است.
از افتخارات وی میتوان به کسب مدال نقره فلوره انفرادی در بازی‌های المپیک تابستانی ۲۰۰۸ اشاره کرد.